# Кітер Беттс
Кі́тер Беттс (англ. Keter Betts), справжнє ім'я Ві́льям То́мас Беттс (англ. William Thomas Betts; 22 липня 1928, Порт-Честер, Нью-Йорк — 6 серпня 2005, Сілвер-Спрінг, Мериленд) — американський джазовий контрабасист.

## Біографія
Народився 22 липня 1928 року в Порт-Честері, штат Нью-Йорк. Його виховувала одинока матір, яка працювала домогосподаркою. Отримав прізвисько «Кітер» (Ke(e)ter), від слова «mosquito» (укр. москіт). Навчався грати на барабанах у школі, а потім у середній школі. Переключився на контрабас у 1946 році після випуску. Після року приватних уроків з вчителем, почав грати у місцевих клубах. З квітня 1949 по вересень 1951 року грав з Ерлом Бостичем; з листопада 1951 по 1956 з Діною Вашингтон; недовго працював з братами Еддерлі, перед тим як оселився у Вашингтоні у 1957 році.
У Вашингтоні приєднався до гітариста Чарлі Берда у 1957, працював з ним у роки популярності босса-нова, коли грав зі Стеном Гетцом і Антоніо Карлосом Жобімом. Як учасник тріо Томмі Фленагана, з 1965 року акомпанував Еллі Фітцджеральд. 1971 року приєднався до її гурту. Фленаган і Беттс (включаючи Боббі Дургема, Еда Тігпена і Гаса Джонсона) створили сильну ритм-секцію. Грав з Фітцджеральд до її останнього виступу у 1993 році. Як сесійний музикант також записувався з Геміетом Блюеттом, Семом Джонсом, Кеннонболлом Еддерлі, Джо Пассом, Кліффордом Брауном, Кенні Берреллом, Луї Беллсоном і Джо Вільямсом.
У 1990-х здійснив багато джазових круїзів на «SS Norway». 1998 року вперше записався як соліст. За альбомом Bass, Buddies & Blues (1998) наступного року вийшов Bass, Buddies, Blues & Beauty Too за участі балтиморської вокалістки Етель Енніс. Його концертний альбом Live at the East Coast Jazz Festival (2000) був записаний за участі Етти Джонс. У подальші роки виступав та викладав у школах, організовував майстер-класи для юнаків у Вашингтоні. Також працював музичним координатором з джазових програм на Black Entertainment Television та інструктором/лектором у Говардському університеті.
Помер 6 серпня 2005 року у себе вдома в Сілвер-Спрінг, Мериленд у 77 років.